# Sebastian County
För andra betydelser, se Sebastian.
Sebastian County är ett administrativt område i delstaten Arkansas, USA.År 2000 hade countyt 115 092 invånare vid folkräkningen år 2000. Den administrativa huvudorten (county seat) är Fort Smith och Greenwood.
Countyt har fått sitt namn efter senator William K. Sebastian.

## Geografi
Enligt United States Census Bureau har countyt en total area på 1 414 km². 1 388 km² av den arean är land och 26 km² är vatten.

### Angränsande countyn
- Crawford County - nord
- Franklin County - öst
- Logan County - sydöst
- Scott County - syd
- Le Flore County, Oklahoma - sydväst
- Sequoyah County, Oklahoma - nordväst